# Roman Griffin Davis
Roman Griffin Davis, né le 5 mars 2007 à Londres, est un acteur franco-britannique.

## Biographie
Roman Griffin Davis est le fils du directeur de la photographie britannique Ben Davis et de l'écrivaine et réalisatrice franco-britannique Camille Griffin. 
Son grand-père paternel, Michael Davis était également directeur photographe et sa belle-grand-mère paternelle est la réalisatrice et productrice de films Gabrielle Beaumont.
Du côté de sa mère, son grand-père était irlandais et sa grand-mère était française. 
Roman a également la nationalité française.
Il vit avec ses parents et deux frères jumeaux dans le Sussex de l'Est,.

### Carrière
En 2019, Roman Griffin Davis obtient son premier rôle dans le film Jojo Rabbit de Taika Waititi. Il y joue le rôle d'un jeune garçon de 10 ans membre des Jeunesses hitlériennes. Ses frères jumeaux font également une brève apparition dans le film, en tant que clones de la jeunesse hitlérienne.
Sa performance dans le film lui a valu 6 nominations pour 2 récompenses : le Meilleur espoir lors des Critics' Choice Movie Awards 2020 et une récompense lors des WAFCA Awards.

## Filmographie
- 2019 : Jojo Rabbit de Taika Waititi : Johannes « Jojo » Betzler ou « Jojo le lapin »
- 2021 : Joyeuse Fin du monde (Silent Night) de Camille Griffin : Art
- 2025 : Greenland: Migration de Ric Roman Waugh
- 2025 : Marche ou crève (The Long Walk) de Francis Lawrence : Thomas Curley

## Distinctions
| Année | Cérémonie                                      | Catégorie                                           | Travail Récompensé | Résultat   |
| ----- | ---------------------------------------------- | --------------------------------------------------- | ------------------ | ---------- |
| 2020  | 25e cérémonie des Critics' Choice Movie Awards | Meilleur espoir                                     | Jojo Rabbit        | Lauréat    |
| 2020  | Golden Globes 2020                             | Meilleur acteur dans un film musical ou une comédie | Jojo Rabbit        | Nomination |
| 2020  | Screen Actors Guild Awards 2020                | Meilleure performance casting                       | Jojo Rabbit        | Nomination |
| 2020  | WAFCA Awards 2020                              | Meilleure performance révolutionnaire               | Jojo Rabbit        | Lauréat    |